# الثعلب والعنب

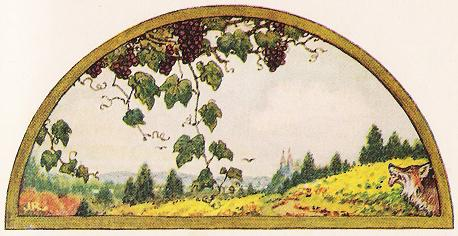
الثعلب والعنب

الثعلب والعنب هي من أساطير إيسوب المعروفة. تتجلى في هذه الخرافة فكرة التنافر المعرفي حينما يحاول المرء أن يتمسك بعدة أفكار لا تتفق مع بعضها في وقت واحد، يحدث التنافر بتقليل أو بتغير الفكرة والرغبة كما حدث لثعلب عندما استخف وانتقص من رغبته في العنب، ومع أن ذلك يعد سلوك غير سوي. ومرقمة برقم 15 في مؤشر بيري.

## ملخص الخرافة
كان الثعلب يتضور جوعا عندما شاهد عناقيد العنب تتدلى من أيكة عالية، كانت الشجرة مثقلة بعناقيد العنب لكنها عالية، قفز الثعلب لكي يصل إليها عدة مرات دون جدوى، فلما يئس من الوصول إليها مضى في طريقه وهو يقول: 
«على كل حال إن العنب لم ينضج بعد، إنه حصرم».
المغزى الأخلاقي: ((كثيرا ما يلوم الإنسان الظروف التي وجد فيها، بطريقة الثعلب نفسها، مع أن فشله يعود إلى عجزه هو)).

## روابط خارجية
- رسوم توضيحية من القرن 15-20 من الكتب
- مجموعة أخرى من الرسوم التوضيحية
- Elster, Jon: "Sour Grapes: Studies in the Subversion of Rationality" at "Sour+Grapes"&source=bl&ots=a8BRo43xkt&sig=vIF6CMZw9gEU_97ED-V8y8cEOh0&hl=en&ei=nz0qTO6MLJyisQaS7-TEBA&sa=X&oi=book_result&ct=result&resnum=1&ved=0CBUQ6AEwAA#v=onepage&q&f=false Google Books
- Aesop's fables applied to business and management

{